# Го (фамилия)
Го (Guo) — китайская фамилия (клан). Корейское произношение — Квак.
郭 — внешняя стена города, пригород.

## Известные Го 郭
- Го Айлунь
- Го Босюн (кит. 郭伯雄 ; 1942 г.р. Шаньси) — член Политбюро ЦК КПК, заместитель председателя Центрального военного совета КПК.
- Го Вэй , 郭威 , 904—954 — основатель династии Поздняя Чжоу, годы правления 951—954.
- Го Вэйян
- Го Вэньли (род. 1989) — китайский кёрлингист.
- Го Вэньцзюнь
- Го Гэнмао
- Го Гуанчан — китайский миллиардер.
- Го Дань
- Го Жоши, Иосиф
- Го Ихань
- Го Кэюй
- Го Ли, Мария
- Го Линьяо
- Го Маоцянь (кит. 郭茂倩, пиньинь Guō Màoqiàn, 1041－1099, Сюйчэн (совр. Дунпин в пров. Шаньдун) — антологист китайской поэзии эпохи Сун, составитель «Юэфу ши цзи» («Сборник песен Юэфу»).
- Го Можо (кит. 郭沫若, пиньинь Guō Mòruò; Го Кайчжэнь); 1892—1978) — китайский писатель, поэт, историк, археолог и государственный деятель, первый президент Академии Наук КНР (1949—1978), лауреат Международной Сталинской премии «За укрепление мира между народами» (1951).
- Го Пу (276—324) — китайский поэт, писатель, учёный, предсказатель и комментатор времён династии Восточная Цзинь.
- Го Си (кит. 郭熙; ок.1020 — ок.1090) — китайский художник, (династия Сун).
- Го Синьсинь
- Го Сунлин
- Го Сэйгэн
- Го Сян (кит. 郭象, пиньинь Guō Xiàng, Го Цзысюань, кит. 郭子玄, пиньинь Guō Zǐxuán; 252—312), древнекитайский философ времён династии Западная Цзинь.
- Го Сяолу
- Го Ханьюй (род. 1998) — китайская теннисистка.
- Го Цзинмин
- Го Цзинцзин
- Го Цзиньлун
- Го Цзысинь — тесть Чжу Юаньчжана.
- Го Чжуншу
- Го Чжэнвэй
- Го Чжэньсинь
- Го Чок Тонг
- Го Чуньцюань
- Го Шоуцзин — астроном.
- Го Шуан
- Го Шэнкунь
- Го, Эмма (род. 1995) — австралийская шахматистка.
- Го Юйчжу
- Го Юнхуай
- Го Юэ